# 烏帽子親
烏帽子親（えぼしおや）とは、元服儀式の際に加冠を行う者のこと。

## 概要
中世武家社会においては、男子が成人に達して元服を行う際に特定の人物に依頼して仮親に為って貰い、当人の頭に烏帽子を被せる役を務めることが通例とされていた。この仮親を烏帽子親と呼び、被せられた成人者を烏帽子子（えぼしご）と呼んだ。また、この際に童名を廃して、烏帽子親が新たな諱を命名する場合があった。その諱を烏帽子名という。その名は烏帽子親からの偏諱を受けることが多くなった。
『吾妻鏡』によれば、治承4年10月2日（1180年10月22日）、源頼朝が乳母である寒河尼の息子（小山朝光）の烏帽子親を務めている。このように、烏帽子親には主君や一門の棟梁、信頼の置ける地域の有力者などに委嘱する例が多かった。鎌倉幕府においては、烏帽子親と烏帽子子は実際の血縁関係が無くてもこれに准じるものとされ、文暦2年（1235年）の追加法における評定の際の退座分限（参加禁止者）として親族と並んで烏帽子子が含まれている。
室町時代以後の元服の儀では烏帽子を被せる代わりに前髪をそり落とす事例が増えるが、それを行うのが烏帽子親の役目とされていた。
また幼くして即位した天皇が在位中に元服の儀式を執り行う場合は皇族の長老などではなく、幼帝在位時にその政務を代行する摂政の職と天皇の師範である太政大臣の職を兼ねる者が加冠役を務めた（→太政大臣#天皇元服と太政大臣）。

## 鉄漿親
また、武家社会以外でも王朝時代から続く公家社会での冠礼における引入及び裳着における腰結、女子の鉄漿親（筆親・歯黒親）なども烏帽子親の類似した仮親による成人儀式であり、こうした仮親による成人儀式は現在でも日本の一部地域にて残されている。

## 擬制的親子関係
烏帽子親、貴人、有力者、あるいは内外の長老、鉄漿親には貴婦人、裕福な一族の目上の女性などが選ばれる。本来、当座から将来への庇護、世話や指導などを依頼する立場の者が選ばれ、仮親の立場となる。烏帽子子、鉄漿子側も、最後まで仮親に忠誠や義理を尽くすものとされる。
一方、戦国時代など世が荒れると、例えば今川義元が井伊直盛の烏帽子親となるも、次第に一族どうしが仇敵に変化していくなど、悲劇も数多く起こる事となる（⇒下剋上）